# Burgajet
Burgajet är en ort i Albanien. Den är belägen i prefekturen Qarku i Dibrës, i den norra delen av landet, 40 km nordost om huvudstaden Tirana. Burgajet är beläget 414 meter över havet och antalet invånare är 1 000.
Terrängen runt Burgajet är kuperad åt sydväst, men åt nordost är den bergig. Närmaste större samhälle är Burrel, 5,2 km sydväst om Burgajet. 
Omgivningarna runt Burgajet är en mosaik av jordbruksmark och naturlig växtlighet.  Runt Burgajet är det ganska tätbefolkat, med 54 invånare per kvadratkilometer. Medelhavsklimat råder i trakten. Årsmedeltemperaturen i trakten är 12 °C. Den varmaste månaden är juli, då medeltemperaturen är 24 °C, och den kallaste är januari, med −1 °C. Genomsnittlig årsnederbörd är 1 373 millimeter. Den regnigaste månaden är november, med i genomsnitt 164 mm nederbörd, och den torraste är augusti, med 37 mm nederbörd.